# Готхард Хайнрици
Готхард Хайнрици (на немски: Gotthard Heinrici) е немски офицер, служил през Първата и Втората световна война. Изгражда си репутация на един от най-добрите отбранителни тактици във Вермахта.

## Биография

### Ранен живот и подробности
Готхард Хайнрици е роден на 25 декември 1886 г., на връх Коледа, в град Гумбинен (днешен Гусев, Русия), Източна Прусия.
Малко подробности се знаят за живота му. Едно е ясно, че негов братовчед е известният фелдмаршал Герд фон Рундщет, а жена му, Гертруд Хайнрици, е половин еврейка, от която той има две деца – Хартмут и Гизела. Друга подробност е религиозността му.

### Първа световна война (1914 – 1918)
Фамилията Хайнрици е род на потомствени военни от 12 век. Затова и Готхард гледа да продължи семейната традиция присъединявайки се на 19-годишна възраст, през 1905 г., към 95-и пехотен полк. Участва с него в Първата световна война, в главните действия на германо-съветския и германо-френския фронт, но е обгазен с отровен газ и се налага да бъде изтеглен от фронта.

### Втората световна война (1939 – 1945)
През 1940 г. взема участие за битката във Франция като част от група армии „Ц“, на ген. Вилхелм фон Лееб. След това е командир на 12-и армейски корпус от състава на 1-ва армия.

### Германо-съветски фронт

#### Барбароса (1941)
През 1941 г., по време на операция „Барбароса“, Хайнрици служи във Втора армия на ген. Максимилиан фон Вайхс, като е командир на 43 корпус.
На 26 януари 1942 г., Хайнрици поема командването на 4-та армия. Действията на тази част са от решаващо значение при бързото разпадане на немската линия пред Москва – 4-та армия удържа яростните атаки на руснаците в продължение на десет седмици. Хайнрици успява да се справи с това, въпреки че неговите сили понякога са превъзхождани в съотношение 12 към 1. През това време, той разработва една от най-известните си тактики: когато усети предстоящо съветско нападение, Хайнрици оттегля войниците си назад, на линия зад предварителния артилерийски бараж на руснаците. Веднага след това, той ги връща обратно на позициите им срещу атакуващите съветски войски.

#### Смоленск (1943)
В края на 1943 г. Гьоринг изпраща Хайнрици в санаториум в Карлсбад (дн. Карлови Вари) под претекст за „влошено здраве“. Това всъщност е наказание за отказа му да подпали Смоленск, в съответствие с нацистката политика на „опожарената земя“. Все пак трябва да се отбележи, че Хайнрици на два пъти излиза в двумесечен отпуск по време на Втората световна война. Първият път – от 6 юни до 13 юли 1942 г., а около една година по-късно – за втори, от 1 юни до 31 юли 1943 г. За един от тях се смята, че е ползван поради заболяване от хепатит.
През лятото на 1944 г., след осем месеца на принудително оттегляне, Хайнрици е изпратен в Унгария и поставен начело на 1-ва танкова армия и придадената към нея 1-ва унгарска армия. По време на отстъплението в Словакия, той успява да запази танковата армия сравнително непокътната. Хайнрици воюва така упорито, че на 3 март 1945 г. е награден с Мечове и Дъбови листа към Рицарския си кръст.

#### Отстъплението на Одер (1945)
На 20 март 1945 г. Адолф Хитлер заменя Хайнрих Химлер с Хайнрици като главнокомандващ на група армии „Висла“ на германо-съветския фронт. Посочвайки, че е болен, Химлер напуска поста си на 13 март и се оттегля в санаториум в Хоенлихен. В този момент, група армии „Висла“ е на по-малко от 70 km от Берлин.
Като главнокомандващ на групата армии, Хайнрици командва 3-та танкова армия на ген. Хасо фон Мантойфел и 9-а армия, водена от генерал Теодор Бусе. Натоварен е със задачата да предотврати съветската атака през река Одер. Но Хайнрици е изправен пред недостиг на жива сила и материали, както и пред убеждението на Хитлер, че Червената армия няма да нападне Берлин.
Водени от Георгий Жуков и Иван Конев, руснаците са напредвали бързо на запад от СССР, но се задържат в продължение на месеци източно от Одер. Тъй като англо-американските войски приближават Берлин от запад, Сталин – убеден, че те искат да превземат Берлин, заповядва на Жуков и Конев да овладеят града незабавно.
На 15 април, Хайнрици се срещна с архитекта Алберт Шпеер и генерал-лейтенант Хелмут Райман, за да обсъдят Нероновия декрет на Хитлер, привеждащ в действие политиката на „опожарената земя“. Привидно отговорен за изпълнението на декрета, Шпеер скрито действа против него. Хайнрици също е против политиката на опустошаване. По това време, Райман е командир на отбраната на Берлин. Въпреки че отказва да застане на страната на Шпеер, той обещава да се съветва с Хайнрици, преди унищожаването на жизненоважна инфраструктура на града.
На 16 април започва първия етап от битката за Берлин и битката при Одер-Ниса. Руснаците атакуват с над 1 500 000 души в това, което наричат „Берлинска настъпателна операция“. В ранните сутрешни часове на 18 април, Жуков преминава Одер и напада позициите на Хайнрици по западния бряг. Едновременно с това, по на юг фронта на Конев напада група армии „Център“ на фелдмаршал Фердинанд Шьорнер. До 19 април, руснаците пробиват отбраната и битката на Одер-Ниса завършва. Сега започва вторият етап от битката за Берлин, битката за самия град.
Към 21 април Хитлер научава за планираното отстъпление на група армии „Висла“ само поради объркано искане на ген. Хайнрици. Той иска разрешение от Хитлер за прехвърляне на щаба на армията си на ново място. Хитлер успява да намери предложеното място за щаб, едва след продължително търсене на картата. За негов ужас, той вижда, че мястото е на запад от Берлин и по този начин, по-далеч от руснаците, отколкото собствения щаб на Хитлер. Хитлер е вбесен.
Към края на април, Хайнрици разбира, че група армии „Висла“ не може да спре настъплението на руснаците. След дни на интензивни боеве, той заповядва отстъплението на армията си през река Одер. Готхард нарежда това въпреки заповедите на Хитлер, че отстъпление не може да бъде разрешено без личното му одобрение.

#### Сблъсък с Кайтел и освобождаване
На 28 април, немския фелдмаршал Вилхелм Кайтел пътува по пътищата северно от Берлин, когато, за собствено учудване, забелязва, че войските на 7-а танкова дивизия и 25-а танкова-гренадирска дивизия маршируват на север, отдалечавайки си от града. Тези войски са част от 3-та танкова армия на генерал Хасо фон Мантойфел. Тази армия е една от двете армии, които съставят група армии „Висла“ на Хайнрици и би трябвало да бъдат на път към Берлин. Вместо това, те са придвижени на север, в опит да бъде спрян съветския пробив при Нойбранденбург.
Хайнрици се е възпротивил на стриктните заповеди на Кайтел и неговият заместник, ген. Алфред Йодл. Бесен, Кайтел отива да го търси и го намира на път близо до Нойбранденбург. Хайнрици е близо до фронта, заедно с ген. фон Мантойфел. Покрай тях преминава върволица ранени и обезоръжени войници и безкрайни колони бежанци. Кайтел обвинява Хайнрици в слабост и крещи, че само ако Хайнрици е взел пример от генерал Лотар Рендулич в Австрия и е застрелял или обесил на най-близкото дърво няколко хиляди дезертьора, то армиите му няма да отстъпват.
Придвижването на Хайнрици има за цел да оттегли групата армии, както и колкото е възможно повече цивилни граждани, на запад. Той иска да ги разположи в зоната между Елба и Балтийско море. Готхард казва на висшестоящия офицер:
| „            | Фелдмаршал Кайтел, ако искате тези хора да бъдат застреляни, моля, бихте ли започнали! | “ |
| ген. Готхард |                                                                                        |   |

На 29 април Кайтел освобождава Хайнрици от командването. Поста на Хайнрици е предложен на фон Мантойфел, но той не само отказва повишението, а и протестира за отношението към Хайнрици. За временен заместник на Готхард е назначен Курт фон Типелскирх, докато генерал Курт Щудент (който е в Холандия) пристигне и поеме контрола на група армии „Висла“. Но Щудент е пленен от британците, преди да поеме командването.
След като губи поста си, Хайнрици се оттегля в Пльон, където на 28 май 1945 г. се предава на британците.

### След войната
След пленяването си, Хайнрици е държан във военнопленнически лагери до 19 май 1948 г. – първо във Великобритания, после в САЩ. Живее в Ендерсбах (Вайнщат) и е погребан в гробищата на Фрайбург, с пълни военни почести.
След войната, записките в дневника на Хайнрици и писмата му са събрани в книга, озаглавена „Morals and behaviour here are like those in the Thirty Year’s War“. „The First Year of the German-Soviet War as Shown in the Papers of Gnl. Gotthard Heinrici“. Описан е също така в книгата на Корнелиъс Райън „The Last Battle“.

## Военна декорация
| - Орден на Пруския „Кралски дом Хоенцолерн“ (?) – Рицарски кръст с мечове (9 август 1918) - Германски орден „Железен кръст“ (?) – II (27 септември 1914) и I степен (24 юли 1915) - Сребърни пластинки към ордена Железен кръст (?) – II (13 май 1940) и I степен (16 май 1940) - Германска „Значка за раняване“ (?) – бронзова (?) - Германска награда „За продължителна служба във Вермахта“ (?) I степен (25-годишна служба – кръст) (?) - Германска награда „За продължителна служба във Вермахта“ (?) – III степен (12-годишна служба – медал) (?) | - Австрийски орден „За военна заслуга“ (?) – III степен с военни декорации (?) - Германско отличие „За зимна кампания на изтока 1941/42 г.“ (?) - Рицарски кръст с дъбови листа и мечове - Носител на Рицарски кръст (18 септември 1941) - Носител на Дъбови листа № 333 (24 ноември 1943) - Носител на Мечове № (3 март 1945) |